# Burg Kleinsteinbach
Die Burg Kleinsteinbach ist der Rest einer Höhenburg auf dem 175,6 m ü. NN hohen Schösslebuckel östlich des Ortsteils Kleinsteinbach der Gemeinde Pfinztal im Landkreis Karlsruhe in Baden-Württemberg.
Die Burg wurde um 1100 erbaut und im 14. Jahrhundert zerstört. Vermutlich befand sich die Burg im Besitz der Herren von Remchingen.  Bei der Burganlage handelte es sich um eine Turmburg mit einem Bergfried (Wohnturm) auf einer Grundfläche von 10,5 × 10,5 Meter. Die Anlage war zum Tal hin durch einen steilen Hang und zum Bergsporn hin durch drei Wallgräben gesichert.